# Lista de partidos políticos na África por país
países africanos.

## Norte de África
|                 | País             | Vários partidos | Dois partidos | Partido dominante | Partido único | Sem partido |
| --------------- | ---------------- | --------------- | ------------- | ----------------- | ------------- | ----------- |
| Argélia         | Argélia          | √               |               |                   |               |             |
| Egito           | Egito            | √               | .             |                   |               |             |
| Líbia           | Líbia            | √               |               |                   |               |             |
| Marrocos        | Marrocos         | √               |               |                   |               |             |
| Tunísia         | Tunísia          | √               |               |                   |               |             |
| Saara Ocidental | Sahara Ocidental |                 |               |                   | √             |             |

## África Central
|                                | País                    | Vários partidos | Dois partidos | Partido dominante | Partido único | Sem partido |
| ------------------------------ | ----------------------- | --------------- | ------------- | ----------------- | ------------- | ----------- |
| Angola                         | Angola                  |                 |               | •                 |               |             |
| Camarões                       | Camarões                |                 |               | •                 |               |             |
| República Centro-Africana      | República Centro Africa | •               |               |                   |               |             |
| Chade                          | Chade                   |                 |               | •                 |               |             |
| República Democrática do Congo | Congo (Kinshasa)        | •               |               |                   |               |             |
| República do Congo             | Congo (Brazzaville)     |                 |               | •                 |               |             |
| Guiné Equatorial               | Guiné Equatorial        |                 |               | •                 |               |             |
| Gabão                          | Gabão                   |                 |               | •                 |               |             |
| São Tomé e Príncipe            | São Tomé e Príncipe     | •               |               |                   |               |             |

## África Austral
|               | País          | Vários partidos | Dois partidos | Partido dominante | Partido único | Sem partido |
| ------------- | ------------- | --------------- | ------------- | ----------------- | ------------- | ----------- |
| Botswana      | Botswana      | •               |               |                   |               |             |
| Lesoto        | Lesoto        | •               |               |                   |               |             |
| Namíbia       | Namibia       | •               |               |                   |               |             |
| África do Sul | África do Sul | •               |               |                   |               |             |
| Essuatíni     | Suazilândia   |                 |               |                   |               | •           |

## África Ocidental
|                 | País            | Vários partidos | Dois partidos | Partido dominante | Partido único | Sem partido |
| --------------- | --------------- | --------------- | ------------- | ----------------- | ------------- | ----------- |
| Benim           | Benim           | •               |               |                   |               |             |
| Burquina Fasso  | Burkina Faso    |                 |               | •                 |               |             |
| Cabo Verde      | Cabo Verde      |                 | •             |                   |               |             |
| Costa do Marfim | Costa do Marfim |                 |               | •                 |               |             |
| Gâmbia          | Gâmbia          |                 |               | •                 |               |             |
| Gana            | Gana            | •               |               |                   |               |             |
| Guiné           | Guiné           |                 |               | •                 |               |             |
| Guiné-Bissau    | Guiné-Bissau    | •               |               |                   |               |             |
| Libéria         | Libéria         | •               |               |                   |               |             |
| Mali            | Mali            | •               |               |                   |               |             |
| Mauritânia      | Mauritânia      | •               |               |                   |               |             |
| Níger           | Níger           | •               |               |                   |               |             |
| Nigéria         | Nigéria         | •               |               |                   |               |             |
| Senegal         | Senegal         | •               |               |                   |               |             |
| Serra Leoa      | Serra Leoa      | •               |               |                   |               |             |
| Togo            | Togo            |                 |               | •                 |               |             |

## África Oriental
|              | País         | Vários partidos | Dois partidos | Partido dominante | Partido único | Sem partido |
| ------------ | ------------ | --------------- | ------------- | ----------------- | ------------- | ----------- |
| Burundi      | Burundi      | •               |               |                   |               |             |
| Comores      | Comoros      | •               |               |                   |               |             |
| Djibouti     | Djibouti     |                 |               | •                 |               |             |
| Eritreia     | Eritrea      |                 |               |                   | •             |             |
| Etiópia      | Etiópia      |                 |               | •                 |               |             |
| Quénia       | Quénia       | •               |               |                   |               |             |
| Madagascar   | Madágascar   | •               |               |                   |               |             |
| Malawi       | Malawi       | •               |               |                   |               |             |
| Maurícia     | Maurícia     | •               |               |                   |               |             |
| Moçambique   | Moçambique   |                 | •             |                   |               |             |
| Ruanda       | Ruanda       |                 |               | •                 |               |             |
| Somália      | Somália      |                 |               |                   |               | •           |
| Seicheles    | Seychelles   |                 | •             |                   |               |             |
| Sudão        | Sudão        |                 | •             |                   |               |             |
| Sudão do Sul | Sudão do Sul |                 |               | •                 |               |             |
| Tanzânia     | Tanzânia     |                 |               | •                 |               |             |
| Uganda       | Uganda       |                 |               | •                 |               |             |
| Zâmbia       | Zâmbia       |                 |               | •                 |               |             |
| Zimbabwe     | Zimbabwe     |                 |               | •                 |               |             |